# Bogdan Tuszyński
Bogdan Romuald Tuszyński (ur. 4 lipca 1932 w Łodzi, zm. 1 stycznia 2017 w Wiązownie) – polski dziennikarz sportowy, publicysta, sprawozdawca radiowy, prasoznawca i historyk sportu, z wykształcenia doktor nauk politycznych.
Reporter przez niemal trzydzieści lat związany z Polskim Radiem, obok Bohdana Tomaszewskiego najpopularniejszy redaktor sportowy na jego antenie. Popularyzator kolarstwa, przez 25 lat prowadził radiowe relacje z Wyścigu Pokoju. Pomysłodawca Studia S-13, autor kilkudziesięciu książek o mediach sportowych, historii sportu oraz pozycji biografistycznych.

## Kariera dziennikarska
Pochodzący z kolejarskiej rodziny Tuszyński wychowywał się w Łodzi, choć w wieku gimnazjalnym krótko mieszkał też w Szczecinie i Jeleniej Górze; podczas nauki w tym drugim mieście redagował gazetkę „Kącik szkolny”. Pracę dziennikarza rozpoczął jako licealista, pełniąc funkcję referenta prasowego w zarządzie Międzyszkolnego Klubu Sportowego w Łodzi. Współpracował też z „Kurierem Popularnym” (1948), „Expressem Ilustrowanym” i „Dziennikiem Łódzkim” (1949–1950). Pierwszy tekst Tuszyńskiego pod pełnym imieniem i nazwiskiem DŁ opublikował 17 stycznia 1950.
Po zdaniu matury i przeniesieniu się do Warszawy na studia dziennikarskie, w latach 1951–1952 pracował w „Przeglądzie Sportowym” (został wyrzucony w wyniku działań służb bezpieczeństwa po usunięciu z ZMP). Po ukończeniu studiów, 1 września 1953 rozpoczął pracę w Polskim Radiu, w którym w latach 1953–1981 był sprawozdawcą wielu wydarzeń sportowych, głównie kolarskich. Prowadził cieszące się wielką popularnością relacje z kolejnych edycji Wyścigu Pokoju, od 1957 nadając relacje na żywo z helikoptera (wcześniej niż zaczęto czynić to podczas Tour de France), a rozpoczynając je od charakterystycznego zawołania Halo, tu helikopter. Pierwszą transmisję Wyścigu prowadził w 1955 (rok wcześniej przekazywał informacje przez telefon do redakcji), przy ostatniej pracował w 1980. Komentował też m.in. mecze hokejowe.
W 1970 był pomysłodawcą Studia S-13, programu polegającego na łączeniu się ze stadionami, na których rozgrywane są mecze piłkarskiej ekstraklasy. Tuszyński, który przez lata był jednym z prowadzących Studio zainspirował się podczas urlopu w Jugosławii audycją Domenica Sport z relacjami z kilku meczów Serie A we włoskim Rai Radio 1. Od 1975 do 1977 był kierownikiem, a w latach 1979–1981 redaktorem naczelnym redakcji sportowej PR. Odpowiadał za multipleksowy system organizacyjny transmisji z Letnich Igrzysk Olimpijskich 1976 w Montrealu (z sześcioma własnymi punktami sprawozdawczymi), którą uważał za swój największy zawodowy sukces. Wprowadzał do zawodu dziennikarskiego Włodzimierza Szaranowicza, Dariusza Szpakowskiego, Henryka Urbasia, Bogdana Chruścickiego i Tomasza Zimocha. Pracę w PR zakończył z powodu choroby gardła oraz przedłużającej się rehabilitacji po kontuzji odniesionej w towarzyskim meczu piłkarskim aktorów z dziennikarzami na Stadionie WP w 1980, kiedy Władysław Komar zmiażdżył mu nogę w kilku miejscach. Ostatecznie o jego postanowieniu odejścia z radia zdecydowało niedopuszczenie do pracy po wprowadzeniu stanu wojennego.
Po zakończeniu pracy w PR został encyklopedystą sportu i dziennikarstwa sportowego, opublikował wiele unikatowych w skali światowej pozycji historycznych o kolarstwie, rozwoju mediów sportowych i olimpizmie. Ich publikację finansował w głównej mierze Czesław Lang. Opracowania spotykały się z regularną krytyką Andrzeja Gowarzewskiego, zarzucającego Tuszyńskiemu sprzeczne z prawem oraz niezgodne z etyką dziennikarską nadmierne korzystanie ze swoich opracowań bez podawania ich w bibliografii i nazywającego prześmiewczo autora „królem cytatu”.
Tuszyński pisał też na tematy sportowe w „Żołnierzu Wolności” (od 1963) oraz w „Polsce Zbrojnej”.
Zmarł po długiej i ciężkiej chorobie nad ranem 1 stycznia 2017 w Wiązownie w wieku 84 lat. Pochowany został 9 stycznia na Powązkach Wojskowych w Warszawie (kwatera B35-3-15). Przed śmiercią pracował nad albumem o historii Tour de Pologne.

## Publikacje
Autor lub współautor kilkudziesięciu publikacji książkowych, w tym:

- Pół wieku AZS (1962, z Wojciechem Szkielą i Zygmuntem Weissem)
- Halo, tu helikopter (1973)
- Skok pod chmury i zza chmur (1973)
- Złote bliźnięta (1974)
- Welodrom w blasku złota (1975)
- Sprintem przez prasę sportową (1975)
- Hokejowa karuzela (1976, z Janem Frandofertem)
- Wspomnienia olimpijskie (1976, z Janem Lisem)
- Prasa i sport 1881-1981 (1981)
- 100 lat Warszawskiego Towarzystwa Cyklistów. 100 lat kolarstwa polskiego (1986)
- Od Dynasów do Szurkowskiego (1986)
- Wyścig Pokoju 1948-1988 (1989)
- Tour de Pologne. 60 lat (1989)
- Ostatnie okrążenie „Kusego” (1990)
- Tytani mikrofonu (1992)
- Przerwany bieg – sportowcy z Kozielska, Ostaszkowa i Starobielska (1992, 1999)
- 50 razy Tour de Pologne (1993)
- Radio i sport (1993)
- Sportowe pióra (1994)
- Złota księga kolarstwa polskiego (1995)
- Telewizja i sport (1996)
- Encyklopedia kultury polskiej XX wieku. Kultura fizyczna, sport (1997, praca zbiorowa)
- Księga sportowców polskich ofiar II wojny światowej 1939-1945 (1999)
- 70 lat Tour de Pologne 1928-1998 (1999)
- Złota księga kolarstwa światowego (2000)
- Kusy (2000)
- Najlepsi polscy sportowcy XX wieku (2002, praca zbiorowa)
- Polscy olimpijczycy XX wieku (2004)
- Za cenę życia. Sport Polski Walczącej 1939-1945 (2006)
- Leksykon Olimpijczyków Polskich 1924-2006 (2007, z Henrykiem Kurzyńskim)
- Bardowie sportu (2009)
- 90 lat na olimpijskim szlaku (2009, praca zbiorowa)
- Od Chamonix i Paryża do Vancouver: Leksykon Olimpijczyków Polskich 1924-2010 (2010, z Henrykiem Kurzyńskim)
- Sławy polskiego sportu (2013, praca zbiorowa)
- Bogdan Tuszyński: Księga Pamiątkowa (2013)
- Od Chamonix i Paryża do Soczi: Leksykon Olimpijczyków Polskich 1924-2014 (2014, z Henrykiem Kurzyńskim)
- Historia Kolarstwa Polskiego (1) Tour de Pologne (1928-2013) (2014)
- Historia Kolarstwa Polskiego (2) Kolarstwo szosowe na Mistrzostwach Polski Mistrzostwach świata Igrzyskach Olimpijskich (2014)
- Historia Kolarstwa Polskiego (3) Polscy torowcy w kraju i na świecie (2015)
- Historia Kolarstwa Polskiego (4) Wyścig Pokoju oraz Polacy na innych światowych wyścigach (2015)
- Historia Kolarstwa Polskiego (5) Kolarstwo przełajowe MTB i BMX (2016)
- Leksykon 1466 najlepszych zawodniczek i zawodników w kolarstwie polskim 1919-2015 (2016, z Henrykiem Kurzyńskim)

## Filmografia
- Pierwszy start (1950) – kolega Tomka
- W biegu (1978) – on sam
- Pasja według Tuszyńskiego (2012) – on sam

## Życie prywatne

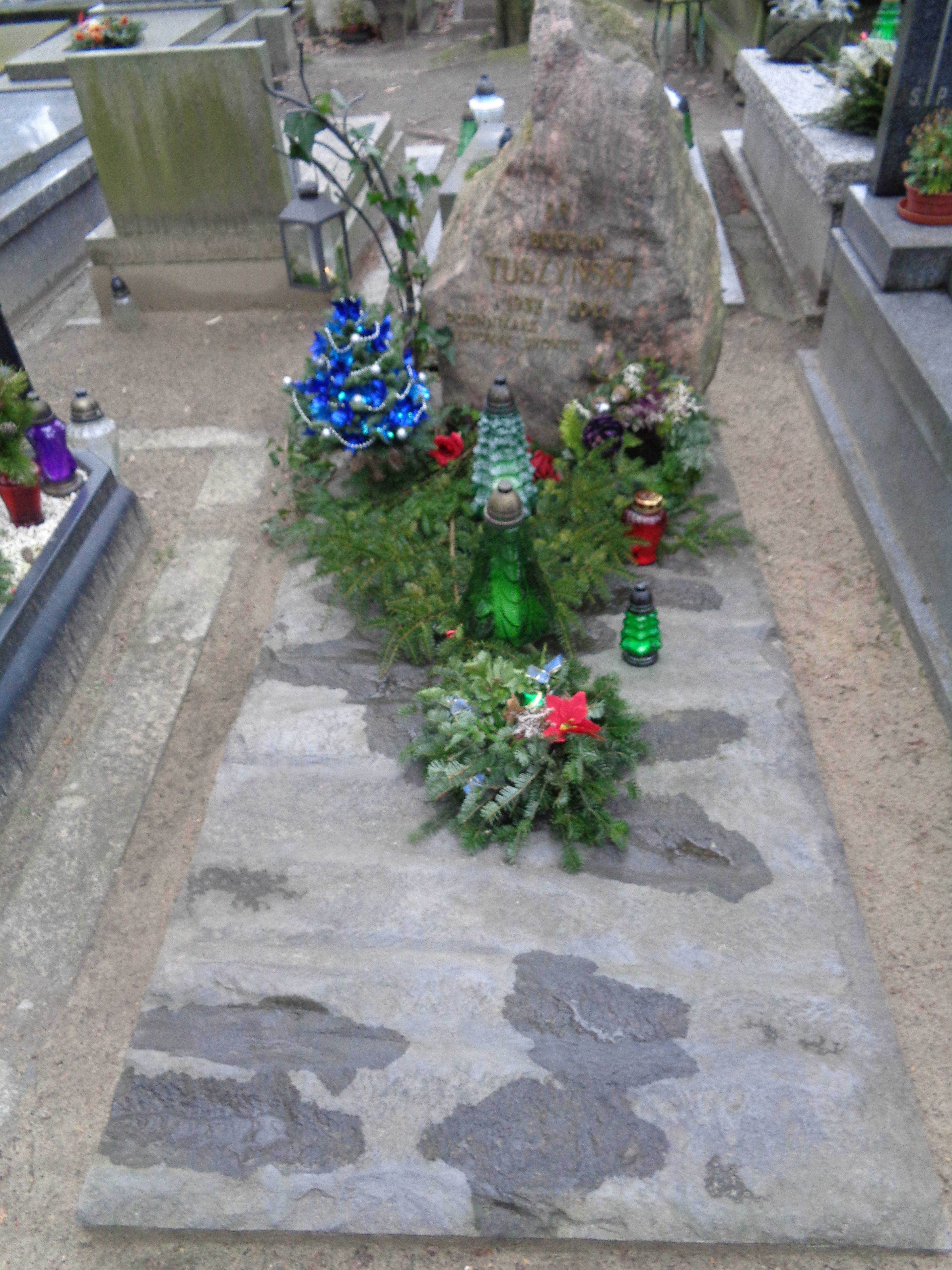
Grób Bogdana Tuszyńskiego na Cmentarzu Wojskowym na Powązkach w Warszawie (2018).

Był synem Romualda Tuszyńskiego, miał brata Włodzimierza. Jego żoną od 1955 była Halina Przedborska, z którą miał córkę Agatę Tuszyńską (ur. 1957), pisarkę, poetkę i reportażystkę. Po kilku latach rozwiedli się. Miał też dwie córki z drugiego małżeństwa: inż. architekt Justynę Tuszyńską-Strój oraz lek. wet. Katarzynę Tuszyńską.
W łódzkich czasach gimnazjalnych był piłkarzem szkolnej drużyny SKS Pogoń, gdzie występował na pozycji bramkarza, podobnie jak na studiach w reprezentacji Uniwersytetu Warszawskiego. Przez wiele lat był też bramkarzem w piłkarskiej reprezentacji dziennikarzy.
Absolwent Sekcji Dziennikarskiej przy Wydziale Filozoficzno-Społecznym Uniwersytetu Warszawskiego (1953) i Studium Magisterskiego Wydziału Nauk Społecznych UW (1970). Tytuł doktora nauk politycznych uzyskał za pracę „Historia prasy sportowej” (1974).
W latach 1948–1952 był członkiem Związku Młodzieży Polskiej (wyrzucony za zarzut „antysocjalistycznej działalności”), od 1967 roku należał do Polskiej Zjednoczonej Partii Robotniczej. W 1963 został współpracownikiem Służby Bezpieczeństwa o pseudonimie Fala.

## Odznaczenia i wyróżnienia
- Złote Pióro (1966, 1969, 1975, 1981)[20]
- Odznaka „Zasłużony Działacz Kultury Fizycznej”[21]
- Krzyż Kawalerski Orderu Odrodzenia Polski
- Złoty Krzyż Zasługi
- Nagroda I stopnia Przewodniczącego Komitetu ds. Radia i Telewizji za koncepcję i realizację obsługi Igrzysk Olimpijskich w Montrealu (1977)
- Krzyż Oficerski Orderu Odrodzenia Polski (1997)[22]
- Wawrzyny Olimpijskie: Wyróżnienie (1969, 1984 w dziedzinie literatury)[23]
- Brązowy Wawrzyn Olimpijski w dziedzinie literatury (1988)
- Srebrny Wawrzyn Olimpijski PKOl (1992, 2008 w kategorii Leksykony olimpijskie)
- Złoty Wawrzyn Olimpijski (1994 w zakresie literatury, 2000 w dziedzinie literatury)